# Daalhemerweg

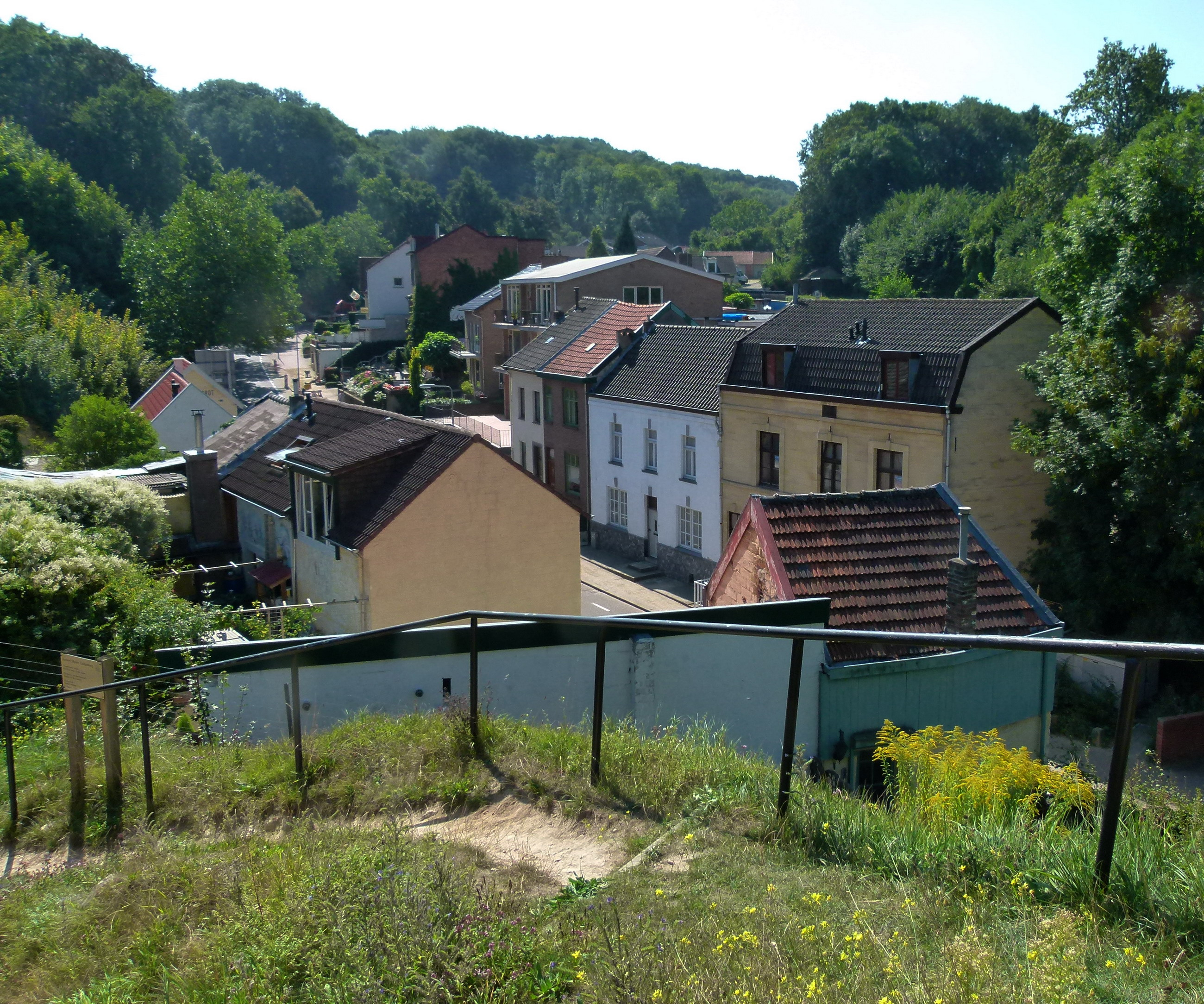
Daalhemerweg gezien vanaf kasteelruïne

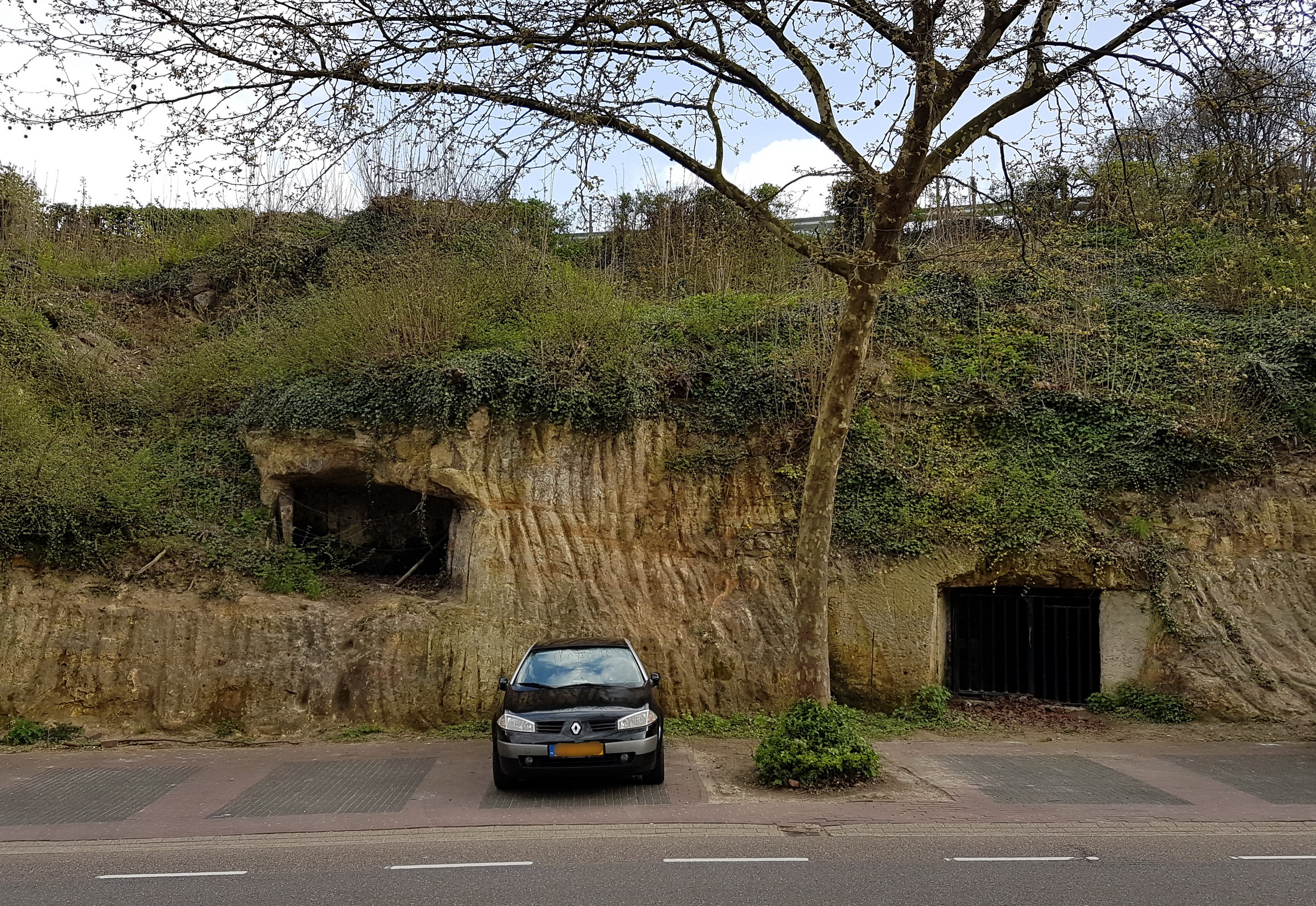
Verlaten mergelgroeven in de oosthelling

De Daalhemerweg is een straatnaam en een helling in het Heuvelland gelegen nabij Valkenburg in het zuiden van de Nederlandse provincie Limburg.

## Ligging
De helling begint in het centrum van Valkenburg bij het Grendelplein, vlak bij de Grendelpoort, een van de drie oorspronkelijke stadspoorten van Valkenburg, en voert onder andere langs de Fluweelengrot en de Modelsteenkolenmijn. De helling eindigt op de kruising met de Dorpsstraat en de Vilterweg in Sibbe. Ten westen van de Daalhemerweg ligt de Cauberg; aan de oostkant ligt de Heunsberg. De Daalhemerweg snijdt aan de noordzijde van het Plateau van Margraten in het plateau in.

## Geschiedenis
De Daalhemerweg is vanouds de rechtstreekse verbinding tussen het land van Valkenburg en het land van Dalhem, twee kleine heerlijkheden, die vanaf de late middeleeuwen deel uitmaakten van de landen van Overmaze van het hertogdom Brabant. In oude documenten komt ook de naam Sibberweg of Alde Straat voor. In 1882 werd de weg verhard.
Aan de weg ligt de Mariakapel Daalhemerweg.

## Wielrennen
De Daalhemerweg is onderdeel geweest van het parcours van een groot aantal belangrijke wielerwedstrijden, waaronder diverse wereldkampioenschappen. De helling is meermaals opgenomen in de wielerklassieker Amstel Gold Race, vaak in combinatie met de Cauberg, waarbij de afdaling meestal via de Daalhemerweg gaat en de beklimming via de Cauberg.

## Groeves
Aan de weg liggen verschillende groeves, van hoog naar laag onder andere de:
- Roebroekgroeve
- Ackermansgroeve/Daelhemmersberggroeve
- Vogelbosgroeve
- Kerkhofsgroeve
- Daalhemergroeve
- Fluweelengrot
- Kasteelgroeve

Daarnaast heeft men in de jaren 1950 vanuit de Daalhemerweg een proeftunnel aangelegd, de Proeftunnel Daelhemerweg.